# Luminescence (album)
Albums de Anggun
Désirs contraires
(2000) Élévation
(2008)
Compilations par Anggun
Open Hearts
(2002) Best Of
(2006)
Singles
1. Être une Femme / In your Mind
Sortie : 2004
2. Undress Me
Sortie : 2005
3. Cesse la Pluie / Savior / Mantra
Sortie : 2005
4. Juste Avant Toi / I'll Be Alright
Sortie : 2005
5. Garde Moi / A Crime
Sortie : 2006

Luminescence est le 3e album français d'Anggun, paru le 22 février 2005. Il sort en Indonésie et en version International en août 2005 sous le même nom.

## Présentation
Après avoir quitté la maison de disques Columbia et sa société mère Sony Music Entertainment en 2003, Anggun a signé l'année suivante un contrat avec Heben Music, un label indépendant en France.
Pour la distribution de l'album, Anggun a également été aidé par Sony Music BMG pour l'Europe et par le Groupe Universal Music pour l'Asie, y compris l'Indonésie. En plus du changement de label, Anggun a aussi changé de producteur et ne travaille plus avec le musicien Erick Benzi.
L'album a été produit par de nombreux artistes tels que FB Cool, Frédéric Jaffré, Jean-Pierre Taïeb, Lolly, Niels Brinck, SDO (Denis Clavaud), et Teetoff.
Sur cet album, en plus de travailler sur certains éléments de pop et R&B, Anggun est également revenue à ses racines avec de la musique rock qui était autrefois son style phare.
L'album comprend deux singles à succès In Your Mind et Saviour pour la version anglaise, et  Être une femme et Cesse la pluie pour la version française. Dans la version indonésienne et malaisienne, Anggun a inclus un single intitulé Mantra, qui est la version indonésienne de Saviour. La chanson Saviour a également été choisie pour la bande originale du film hollywoodien Le Transporteur 2. 
La version française sort en édition limitée comprenant en plus du CD un DVD incluant le making-of de l'album et le clip de Être une femme.
En 2006, Anggun ressort l'album sous le titre Luminescence : Special Edition. Anggun y ajoute trois nouvelles chansons : I'll Be Alright, A Crime et Waiting pour la version anglaise de l'album, et Juste avant toi, Garde-moi et Quelqu'un pour la version française.

## Liste des titres Français
| 1.  | C'est écrit                         | Anggun, Lionel Florence      | Jean-Pierre Taïeb                                      | Jean-Pierre Taïeb      | 3:37 |
| 2.  | Juste être une femme (feat. Diam's) | Anggun, Diam's, Evelyne Kral | Jean-Pierre Taïeb                                      | FB Cool                | 3:31 |
| 3.  | Nous avions des ailes               | Jean Fauque                  | Jean-Pierre Taïeb                                      | Jean-Pierre Taïeb      | 4:45 |
| 4.  | Je suis libre                       | Anggun, Lionel Florence      | Jean-Pierre Taïeb                                      | Jean-Pierre Taïeb      | 3:51 |
| 5.  | Cesse la pluie                      | Evelyne Kral                 | Frédéric Jaffré                                        | Frédéric Jaffré, Lolly | 3:47 |
| 6.  | L'improbable cours des choses       | Anggun, Tété                 | Jean-Pierre Taïeb                                      | Jean-Pierre Taïeb      | 3:36 |
| 7.  | Devil in My Mind                    | Anggun                       | Jean-Pierre Taïeb                                      | Niels Brinck           | 3:17 |
| 8.  | D'où l'on vient                     | Anggun, Jean Fauque          | Patrice Marlone, Frédéric Prévost, Alexandre Reitzmann | Frédéric Jaffré, Lolly | 4:21 |
| 9.  | Captivité                           | Anggun, Jean Fauque          | Jean-Pierre Taïeb                                      | Teetoff                | 4:16 |
| 10. | Human                               | Anggun                       | Jean-Pierre Taïeb                                      | Niels Brinck           | 3:16 |
| 11. | Sur les cendres                     | Anggun, Jean Fauque          | Jean-Pierre Taïeb                                      | Jean-Pierre Taïeb      | 5:10 |
| 12. | Painted                             | Anggun                       | Jean-Pierre Taïeb                                      | Jean-Pierre Taïeb      | 3:17 |
| 13. | Un de toi                           | Jean Fauque                  | Anggun, Jean-Pierre Taïeb                              | Jean-Pierre Taïeb      | 3:51 |
| 14. | Captivity (Version Acoustique)      | Anggun                       | Jean-Pierre Taïeb                                      |                        | 4:04 |
| 15. | Être une femme (Version Solo)       | Anggun, Evelyne Kral         | Jean-Pierre Taïeb                                      | FB Cool                | 3:19 |

| 1. | A la découverte de Luminescence | 8:45 |
| 2. | Être une femme (Vidéo clip)     | 3:20 |

| 1.  | Juste avant toi                               | Anggun, Evelyne Kral         | Alice L.B., Cyril Paulus                               | Jean-Pierre Taïeb      | 3:07 |
| 2.  | C'est écrit                                   | Anggun, Lionel Florence      | Jean-Pierre Taïeb                                      | Jean-Pierre Taïeb      | 3:37 |
| 3.  | Juste être une femme (Indian Vibes Radio Mix) | Anggun, Evelyne Kral         | Jean-Pierre Taïeb                                      | FB Cool                | 3:31 |
| 4.  | Cesse la pluie                                | Evelyne Kral                 | Frédéric Jaffré                                        | Frédéric Jaffré, Lolly | 3:47 |
| 5.  | Garde-moi (feat. David Hallyday)              | Anggun, Evelyne Kral         | David Hallyday                                         | FB Cool                | 3:55 |
| 6.  | Nous avions des ailes                         | Jean Fauque                  | Jean-Pierre Taïeb                                      | Jean-Pierre Taïeb      | 4:45 |
| 7.  | Je suis libre                                 | Anggun, Lionel Florence      | Jean-Pierre Taïeb                                      | Jean-Pierre Taïeb      | 3:51 |
| 8.  | L'improbable cours des choses                 | Anggun, Tété                 | Jean-Pierre Taïeb                                      | Jean-Pierre Taïeb      | 3:36 |
| 9.  | Quelqu'un                                     | Anggun, Evelyne Kral         | SDO, Teetoff                                           | Teetoff                | 3:15 |
| 10. | Devil in My Mind                              | Anggun                       | Jean-Pierre Taïeb                                      | Niels Brinck           | 3:17 |
| 11. | D'où l'on vient                               | Anggun, Jean Fauque          | Patrice Marlone, Frédéric Prévost, Alexandre Reitzmann | Frédéric Jaffré, Lolly | 4:21 |
| 12. | Captivité (Guitar Mix)                        | Anggun, Jean Fauque          | Jean-Pierre Taïeb                                      | Teetoff                | 4:16 |
| 13. | Human                                         | Anggun                       | Jean-Pierre Taïeb                                      | Niels Brinck           | 3:16 |
| 14. | Sur les cendres                               | Anggun, Jean Fauque          | Jean-Pierre Taïeb                                      | Jean-Pierre Taïeb      | 5:10 |
| 15. | Painted                                       | Anggun                       | Jean-Pierre Taïeb                                      | Jean-Pierre Taïeb      | 3:17 |
| 16. | Un de toi                                     | Jean Fauque                  | Anggun, Jean-Pierre Taïeb                              | Jean-Pierre Taïeb      | 3:51 |
| 17. | Juste être une femme (feat. Diam's)           | Anggun, Diam's, Evelyne Kral | Jean-Pierre Taïeb                                      | FB Cool                | 3:31 |
| 18. | Cesse la pluie (Teetoff's Dance Radio Edit)   | Evelyne Kral                 | Frédéric Jaffré                                        | Frédéric Jaffré, Lolly | 3:50 |
| 19. | Juste avant toi (Teetoff's Dance Radio Edit)  | Anggun, Evelyne Kral         | Alice L.B., Cyril Paulus                               | FB Cool                | 3:05 |

## Liste des titres Internationaux
| 1.  | In Your Mind      | Anggun               | Jean-Pierre Taïeb                                      | 3:28 |
| 2.  | Undress Me        | Anggun               | Jean-Pierre Taïeb                                      | 3:30 |
| 3.  | Evil & Angel      | Anggun               | Jean-Pierre Taïeb                                      | 3:47 |
| 4.  | Breathe in Water  | Anggun, Jean Fauque  | Jean-Pierre Taïeb                                      | 4:42 |
| 5.  | Saviour           | Anggun, Evelyne Kral | Frédéric Jaffré                                        | 3:44 |
| 6.  | Surrender         | Anggun               | Jean-Pierre Taïeb                                      | 5:12 |
| 7.  | Captivity         | Anggun               | Jean-Pierre Taïeb                                      | 4:16 |
| 8.  | Cover             | Anggun, Jean Fauque  | Patrice Marlone, Frédéric Prévost, Alexandre Reitzmann | 4:19 |
| 9.  | Something Sublime | Anggun               | Jean-Pierre Taïeb                                      | 3:31 |
| 10. | Devil in My Mind  | Anggun               | Jean-Pierre Taïeb                                      | 3:15 |
| 11. | Painted           | Anggun               | Jean-Pierre Taïeb                                      | 3:15 |
| 12. | Human             | Anggun               | Jean-Pierre Taïeb                                      | 3:15 |
| 13. | Go                | Anggun               | Jean-Pierre Taïeb                                      | 3:54 |

| 14. | Mantra (Single Version)                 | Anggun, Evelyne Kral | Frédéric Jaffré   | 3:44 |
| 15. | Mantra (A Capella Version)              | Anggun, Evelyne Kral | Frédéric Jaffré   | 3:30 |
| 16. | Mantra (Instrumental)                   |                      | Frédéric Jaffré   | 3:44 |
| 17. | In Your Mind (Indian Remix)             | Anggun               | Jean-Pierre Taïeb | 3:39 |
| 18. | In Your Mind (FBcool Extended Club Mix) | Anggun               | Jean-Pierre Taïeb | 6:05 |

| 1.  | I'll Be Alright                              | Anggun               | Alice L.B., Cyril Paulus                               | 3:07 |
| 2.  | In Your Mind                                 | Anggun               | Jean-Pierre Taïeb                                      | 3:28 |
| 3.  | Undress Me                                   | Anggun               | Jean-Pierre Taïeb                                      | 3:30 |
| 4.  | Saviour                                      | Anggun, Evelyne Kral | Frédéric Jaffré                                        | 3:44 |
| 5.  | A Crime                                      | Anggun               | David Hallyday                                         | 3:55 |
| 6.  | Waiting                                      | Anggun               | SDO, Teetoff                                           | 3:25 |
| 7.  | Evil & Angel                                 | Anggun               | Jean-Pierre Taïeb                                      | 3:47 |
| 8.  | Breathe in Water                             | Anggun, Jean Fauque  | Jean-Pierre Taïeb                                      | 4:42 |
| 9.  | Surrender                                    | Anggun               | Jean-Pierre Taïeb                                      | 5:12 |
| 10. | Captivity (Guitar Mix)                       | Anggun               | Jean-Pierre Taïeb                                      | 4:16 |
| 11. | Cover                                        | Anggun, Jean Fauque  | Patrice Marlone, Frédéric Prévost, Alexandre Reitzmann | 4:19 |
| 12. | Something Sublime                            | Anggun               | Jean-Pierre Taïeb                                      | 3:31 |
| 13. | Devil in My Mind                             | Anggun               | Jean-Pierre Taïeb                                      | 3:15 |
| 14. | Painted                                      | Anggun               | Jean-Pierre Taïeb                                      | 3:15 |
| 15. | Human                                        | Anggun               | Jean-Pierre Taïeb                                      | 3:15 |
| 16. | Go                                           | Anggun               | Jean-Pierre Taïeb                                      | 3:54 |
| 17. | Mantra                                       | Anggun, Evelyne Kral | Frédéric Jaffré                                        | 3:31 |
| 18. | Cesse la pluie                               | Evelyne Kral         | Frédéric Jaffré                                        | 3:44 |
| 19. | Être une femme                               | Anggun, Evelyne Kral | Jean-Pierre Taïeb                                      | 3:30 |
| 20. | Saviour (Teetoff's Dance Radio Edit)         | Anggun, Evelyne Kral | Frédéric Jaffré                                        | 3:50 |
| 21. | I'll Be Alright (Teetoff's Dance Radio Edit) | Anggun               | Alice L.B., Cyril Paulus                               | 3:05 |

## Classements
| Pays      | Meilleure position |
| --------- | ------------------ |
| Indonésie | 1                  |
| France    | 16                 |
| Italie    | 27                 |
| Belgique  | 71                 |
| Suisse    | 91                 |